# Mihael VIII. Paleolog
Mihael VIII. Paleolog (grč. Μιχαὴλ Η΄ Παλαιολόγος, Mikhaēl VIII Palaiologos) (Niceja, o. 1225. – Tracija, 11. prosinca 1282.) bio je nicejski car (1259. – 1261.) i car obnovljenog Bizantskog Carstva (1259. – 1282.). Naslijedio je Ivana IV. Laskarisa. Bio je osnivač dinastije Paleolog, posljednje dinastije koja je vladala Bizantom sve do njegova kraja njegova postojanja 1453. godine. Uspio je osloboditi Carigrad i pretvorio je Nicejsko Carstvo u obnovljeno Bizantsko.

## Životopis
Roditelji su mu bili bizantski velikaš Andronik Paleolog i Teodora Anđelina Paleolog, unuka bizantskog cara Aleksija III. Angela. Preko svog je polubrata Konstantina Mihael bio polustric Smilcene i Teodore Paleolog Synadene, za koju se brinuo.
Odrastao je u Niceji, na dvoru nicejskog cara Ivana III. Duke Vataca (1222. – 1254.), gdje je postao poznat zbog svoje vojne sposobnosti zbog čega je bio imenovan guvernerom gradova Melnika i Serresa. U jesen 1253. godine optužen je za urotu protiv cara Ivana III. Duke Vataca, ali uskoro je s njime izmiren te se vjenčao s carevom pranećakinjom Teodoru Duku Vatac. Sljedeće godine umro je car Ivan III., kojeg je nasljedio sin Teodor II. Duka Laskaris (1254. – 1258.) za kojeg je Mihael stekao titulu despota.
Godine 1259. imenovan je suvladarom cara Ivana IV. Laskarisa (1258. – 1261.). Nakon što je 1261. godine zauzeo Carigrad i srušio Latinsko Carstvo te obnovio Bizantsko Carstvo, svečano je okrunjen, po drugi put, zajedno sa suprugom u crkvi Aja Sofije. Nekoliko mjeseci kasnije, dao je oslijepiti mladoga cara Ivana IV. i tako ga je uklonio s vlasti i započeo samostalnu vladavinu kao bizantski car.
Obnovljeno Carstvo bilo je jako slabo, Carigrad je desetljećima bio pljačkan, palače i crkve su bile prazne i opustošene, a veliki dijelovi nekadašnjeg teritorija ostali su i dalje izvan dosega carske vlasti, poput Trapezuntskog Carstva, Epirske Despotovine, Ahajske kneževine, Atenskog vojvodstva, Tesalije i drugih te je imao težak zadatak obnoviti moć posrnulog Carstva. Zato je car Mihael VIII. 1262. godine napao Ahejsku kneževinu na Peloponezu, a napao je i Epir te Bugarsku. U ljeto 1354. godine carev brat, despot Ivan Paleolog pobijedio je epirskog despota Nikefora I. i prisilio ga da prizna carsku prevlast. Istovremeno, Carstvo je doživjelo težak porazu kod Makri-Plaga južnoj Grčkoj 1264. godine, a poraz su doživjeli i bizantski saveznici Genovežani kada su njihovu flotu potukli Mlečani u Nauplijskom zaljevu. Zbog toga je Mihael VIII. prekinuo savezništvo s Genovom i 18. lipnja 1265. godine sklopio savez s Mlečanima kojima je dodijelio brojne povlastice. Kako bi pritisnuo Veneciju da prihvati dogovor, vratio je povlastice Genovešanima te je na kraju Mletačka Republika ipak popustila i prihvatila sporazum.
Novi kralj Sicilije, provansalski grof Karlo I. Anžuvinski postao je ozbiljna prijetnja Bizantu, jer je namjeravao obnoviti propalo Latinsko Carstvo zbog čega je podupirao bivšeg latinskog cara Balduina II. Zbog velikog pritiska protubizantskih snaga koje su nastojale uništiti tek obnovljeno Carstvo, Mihael VII. je ponovno otvorio pitanje stvaranja crkvenog jedinstva čime je pokušao zadobiti podršku rimskog pape Grgura X. (1271. – 1276.). Rezultat pregovora papinskih legata i Mihaela VIII. uspostavljena je crkvena unija između Rima i Carigrada, unatoč protivljenju bizantskih svećenika. Nakon papine smrti 1276. godine, struja Karla Anžuvinskog u Vatikanu osujetila je rimsko-carigradsku suradnju. Novi papa Nikola II. (1277. – 1280.) pokušavao je uspostaviti ravnotežu između Anžuvinaca i bizantskog cara kako bi spasio unionističku tendenciju. Međutim, po dolasku novog pape Martina IV. na čelo Svete Stolice odbaćena je dotadašnja politika crkvenog zbližavanja s Bizantom, a papa je prihvatio težnje Karla I. Anžuvinskog i Filipa, sina Balduina II. za obnovom Latinskog Carstva. Godine 1282. dogodio se presudan trenutak koji je prekinuo pritisak Anžuvinaca na Bizant. Dana 31. ožujka 1282. godina buknuo je u Palermu veliki ustanak, poznat kao Sicilijanska večernja kojom je prestala anžuvinska vlast na Siciliji.

## Podrijetlo i obitelj
Mihael VIII. je preko oca i majke vukao porijeklo od brojnih bizantskih velikaških i carskih obitelji. Sa suprugom Teodorom Dukom Vatac imao osmero djece:
- Manuel
- Irena Palaiologina
- Andronik II. Paleolog
- Ana
- Konstantin
- Eudokija Palaiologina
- Teodor Paleolog
- Teodor

Mihael je imao i konkubine s kojima je imao dvije kćeri: Eufrozinu i Mariju. Eufrozina je postala žena slavnog Nogaj-kana, koji je napao Bugarsku.
Mihaela je naslijedio sin Andronik II.

## Vanjske poveznice
- Mihael VIII. Paleolog Hrvatska enciklopedija
- Mihael VIII. Paleolog Proleksis enciklopedija

| Mihael VIII. Paleolog Dinastija PaleologRođ. 1224. Umr. 11. prosinca 1282. |                                                                                                  |                                       |
| Vladarske titule                                                           |                                                                                                  |                                       |
| prethodnik Ivan IV. Duka Laskaris                                          | nicejski car 1. siječnja 1259.–11. prosinca 1282. Zajedno s Ivan IV. Duka Laskaris (1258.–1261.) | nasljednik obnova bizantskoga carstva |
| prethodnik Balduin II., car Latinskoga carstva                             | bizantski car 1261.–1282. Zajedno s Andronikom II. Paleologom (1272–1328)                        | nasljednik Andronik II. Paleolog      |